# Переставні матриці
Квадратні матриці {\displaystyle \ A,\;B} з комплексними елементами називаються переставни́ми (комутуючими), якщо
{\displaystyle \ AB=BA.}

## Властивості
- Якщо матриці {\displaystyle A,B} є переставними, то в них існує спільний власний вектор:

{\displaystyle AB=BA\quad \Rightarrow \quad \exists \;v,\lambda _{1},\lambda _{2}:\;\;Av=\lambda _{1}v,\;Bv=\lambda _{2}v.}
ця властивість узагальнюється на довільну кількість попарно-переставних матриць. Доведення за допомогою слабкої теореми Гільберта про нулі.
- Якщо матриці {\displaystyle A,B} є переставними та нормальними, то в них всі власні вектори є спільними:

{\displaystyle \exists \;U,\Lambda _{1},\Lambda _{2}:\quad A=U\Lambda _{1}U^{*},\quad B=U\Lambda _{2}U^{*},\quad U^{*}U=I.}
ця властивість узагальнюється на довільну кількість попарно-переставних нормальних матриць.
- Наслідок з попередньої властивості: якщо матриці {\displaystyle A,B} є нормальними та переставними, тоді матриці:

{\displaystyle \ AB,A+B,kA} — теж будуть нормальними та переставними.
- Над алгебраїчно замкнутим полем переставні матриці {\displaystyle A,B} є одночасно приводимими до трикутного вигляду:

{\displaystyle \exists \;P,L_{1},L_{2}:\quad A=P^{-1}L_{1}P,\quad B=P^{-1}L_{2}P,\quad \det(P)\neq 0.}

## Приклад
- Одинична матриця є переставною зі всіма матрицями і тому має з кожною з них хоча б один спільний власний вектор.

## Дивись також
- Теорія матриць
- Комутативність
- Комутатор (математика)